# Басхо
Басхо или Басхой (чечен. Бассах) — село в Итум-Калинском районе Чеченской Республики. Входит в состав Тусхаройского сельского поселения.

## География
Село расположено на левом берегу реки Аргун, к северо-западу от районного центра Итум-Кали.
Ближайшие населённые пункты: на востоке — Итум-Кали, на юго-западе — Тусхарой, на юго-востоке — Цюники.

## История
В 1944 году коренное население ЧИ АССР было выселено. После восстановления ЧИ АССР чеченцам было запрещено возвращаться в свои исконные районы: Галанчожский, Шатойский и Итум-Калинский.

## Население
| 2010 |
| ---- |
| 0    |